# 藤原頼房
藤原 頼房（ふじわら の よりふさ）は、平安時代末期から鎌倉時代にかけての公卿。非参議従三位。鳥飼三位入道と号す。参議藤原頼定の二男。母は但馬守藤原親弘の女。

## 人物
妻の一人は藤原信隆の女であったこと、しばしば七条院の御給により加階されていること、さらに最後の賀茂斎院となった礼子内親王の斎院長官に補されるなど、七条院に関係のある人物であった。
頼房の母は藤原親忠の息子・親弘の女である。親弘の姉は藤原俊成の後室となり藤原定家らを生んだ美福門院加賀であり、頼房にとっては叔母ということになる。またそうした縁からか、定家の家人となった忠弘は親弘の孫であるという。

## 経歴
以下、『公卿補任』、『尊卑分脈』の内容に従って記述する。
- 治承3年（1179年）1月5日、従五位下に叙される[3]。
- 文治6年（1190年）1月24日、越後守に任ぜられる。
- 建久4年（1193年）1月29日、侍従を兼ねる。
- 建久5年（1194年）1月6日、従五位上に昇叙（簡一）。
- 正治元年（1199年）6月23日、越後守を止める。
- 正治3年（1201年）1月6日、正五位下に昇叙[4]。
- 元久元年（1204年）3月6日、右少将に任ぜられる。同年4月11日、斎院長官[5]に補される。
- 承元3年（1209年）7月22日、斎院長官を止める。
- 承元4年（1210年）1月6日、従四位上に昇叙[4]。
- 建保2年（1214年）1月5日、正四位下に昇叙[6]。
- 建保3年（1215年）1月13日、右中将に転任。
- 建保6年（1218年）1月5日、従三位に叙される。この時、右中将を止める。以後、出家するまで非参議従三位のまま。
- 寛喜3年（1231年）2月19日、出家。この時56。
- 建長5年（1253年）7月8日、卒去。

## 系譜
- 父：藤原頼定（? - 1181年）
- 母：但馬守藤原親弘の娘
- 妻：藤原経家の娘
- 妻：藤原信隆の娘
- 生母不明の子女
  - 男子：藤原頼行
  - 男子：藤原頼俊
  - 男子：藤原頼厳
  - 男子：藤原頼親
  - 男子：房瑜
  - 男子：経昇